# غاسبار أورتيجا
غاسبار أورتيجا (بالإسبانية: Gaspar Ortega)‏ مواليد 31 أكتوبر 1935 في مكسيكالي، ولاية باها كاليفورنيا، المكسيك، هو ملاكم محترف مكسيكي معتزل كان يصنف ضمن فئة الوزن المتوسط.

## إحصائيات
خاض خلال مسيرته 176 نزالا، فاز في 131 وتعادل في 6 وخسر في 39. فاز بالضربة القاضية في 69 نزالا.

## روابط خارجية
- غاسبار أورتيجا على موقع IMDb (الإنجليزية)
- غاسبار أورتيجا على موقع بوكس ريك (الإنجليزية) (registration required)